# Facundo Aldrighetti
Facundo Aldrighetti (Villa Regina, Provincia de Río Negro; 1 de mayo de 1997) es un piloto argentino de automovilismo de velocidad. Desarrolló su carrera deportiva en el automovilismo de su país, compitiendo tanto en categorías de monopostos como las fórmulas Renault Plus y Renault Argentina, cómo en turismos como el Top Race Series o el TC 2000.
Debutó profesionalmente en 2014 compitiendo en la Fórmula Renault Plus, categoría de la que fuera subcampeón en el año 2018 compitiendo para el equipo Fauro Sport, mientras que en 2017 tuvo su primera experiencia en turismos, al debutar en la división Series de la Top Race, compitiendo para el equipo JLS Motorsport. Su carrera deportiva continuó su desarrollo, llegando a debutar en 2021 en el TC2000 al comando de un Peugeot 408 del equipo de Oscar Fineschi. Para 2022 anunció su continuidad dentro del Top Race y su incorporación a la Primera división del Turismo Competición 2000, identificandose en la primera con la marca Lexus, mientras que en la segunda se incorporó al equipo Toyota Gazoo Racing Junior, representando a Toyota.

## Trayectoria
| Temporada | Categoría                 | Equipo                     | Coche                    | Carreras | Victorias | Podios | Poles | VR    | Puntos     | Pos.       |
| --------- | ------------------------- | -------------------------- | ------------------------ | -------- | --------- | ------ | ----- | ----- | ---------- | ---------- |
| 2014      | Fórmula Renault Plus      | Fauro Sport                | Crespi-Renault           | 9        | 0         | 0      | 0     | 0     | 69         | 13º        |
| 2015      | Fórmula Renault Plus      | Fauro Sport                | Crespi-Renault           | 12       | 1         | 4      | 2     | 1     | 146        | 7º         |
| 2016      | Fórmula Renault Plus      | Fauro Sport                | Crespi-Renault           | 12       | 0         | 6      | 3     | 0     | 190        | 3º         |
| 2016      | Fórmula Metropolitana     | AA Racing                  | Crespi-Renault           | 1        | 0         | 1      | 0     | 0     | 0          | Inv.       |
| 2017      | Fórmula Renault Plus      | Fauro Sport                | Crespi-Renault           | 3        | 2         | 3      | 1     | 2     | 7          | 47º        |
| 2017      | Fórmula Renault Argentina | Escudería FE               | Tito 02-Renault          | 9        | 0         | 0      | 0     | 0     | 76         | 23º        |
| 2017      | Top Race Series           | JLS Motorsport-Corsi Sport | Toyota Camry Series      | 2        | 0         | 0      | 0     | 0     | 7          | 22º        |
| 2018      | Fórmula Renault Plus      | Fauro Sport                | Crespi-Renault           | 16       | 0         | 5      | 4     | 0     | 287        | 2º         |
| 2020      | Top Race Series           | JLS Motorsport-Corsi Sport | Mercedes-Benz CLA Series | 10       | 4         | 8      | 1     | 4     | 48         | 4º         |
| 2021      | Top Race V6               | JLS Motorsport-Corsi Sport | Mercedes-Benz C W204     | 19       | 0         | 4      | 0     | 0     | 125        | 5º         |
| 2021      | TC2000 Series             | Fineschi Racing            | Peugeot 408              | 6        | 0         | 0      | 0     | 0     | 32         | 15º        |
| 2022      | Top Race V6               | Halcon Motorsport          | Lexus ES                 | 12       | 1         | 4      | 0     | 0     | En disputa | En disputa |
| 2022      | Turismo Competición 2000  | Toyota Gazoo Racing Junior | Toyota Corolla E210      | 17       | 0         | 0      | 0     | 0     | En disputa | En disputa |
| Fuente:   | [ 8 ]                     | [ 8 ]                      | [ 8 ]                    | [ 8 ]    | [ 8 ]     | [ 8 ]  | [ 8 ] | [ 8 ] | [ 8 ]      | [ 8 ]      |

## Resultados

### Trayectoria en Top Race
| Temporada | Categoría       | Equipo                     | Automóvil                | Posición           |
| --------- | --------------- | -------------------------- | ------------------------ | ------------------ |
| 2017      | Top Race Series | JLS Motorsport-Corsi Sport | Toyota Camry Series      | 22º (7.00 puntos)  |
| 2020      | Top Race Series | JLS Motorsport-Corsi Sport | Mercedes-Benz CLA Series | 2º (94.00 puntos)  |
| 2021      | Top Race V6     | JLS Motorsport-Corsi Sport | Mercedes-Benz C W204     | 5º (119.00 puntos) |
| 2022      | Top Race V6     | Halcón Motorsport          | Lexus ES                 | En disputa         |

### TC 2000
| Año  | Equipo          | Auto        | 1    | 2    | 3     | 4     | 5    | 6    | 7     | 8     | 9      | 10     | 11  | 12  | 13  | 14  | 15  | 16  | 17  | 18  | 19     | 20     | 21    | 22    | 23    | 24    | Res. | Puntos |
| ---- | --------------- | ----------- | ---- | ---- | ----- | ----- | ---- | ---- | ----- | ----- | ------ | ------ | --- | --- | --- | --- | --- | --- | --- | --- | ------ | ------ | ----- | ----- | ----- | ----- | ---- | ------ |
| 2021 |                 |             | BA I | BA I | BA II | BA II | AG I | AG I | SNI I | SNI I | BA III | BA III | PAR | PAR | TOA | TOA | VIL | VIL | ROS | ROS | SNI II | SNI II | AG II | AG II | BA IV | BA IV | 16.º | 32     |
| 2021 | Fineschi Racing | Peugeot 408 |      |      |       |       |      |      |       |       |        |        |     |     | 8   | 11  | 4   | Ret | Ret | 6   |        |        |       |       |       |       | 16.º | 32     |

## Palmarés
| Título     | Categoría            | Automóvil      | Año  |
| ---------- | -------------------- | -------------- | ---- |
| Subcampeón | Fórmula Renault Plus | Crespi-Renault | 2018 |